# Qviding Fräntorps Idrottsförening
O Qviding FIF é um clube de futebol sueco, sediado na cidade de Gotemburgo.

O clube foi fundado em 1987 pela fusão de BK Qviding e Fräntorps IF, e joga na Superettan (Liga de Honra sueca).

## Jogadores conhecidos
- Dan Corneliusson